# Metsatöll
Metsatöll es una banda de folk metal de Estonia. Sus canciones hablan sobre la guerra, la naturaleza, la mitología y de la historia de Estonia.

## Historia
Metsatöll nació el 24 de febrero de 1999, con tres miembros, los cuales eran Markus (guitarra y vocales), Factor (batería) y Andrus (bajo), tocando el épico heavy metal pero con un toque de folk estonio. Su álbum debut «Terast mis hangund me hinge» fue publicado en ese año.
En 2000, Varulven se uniría a la banda. Varulen tenía varios instrumentos antiguos estonios, y así la banda probó con utilizarlos en sus canciones. Desde entonces, la banda se ha entrelazado cada vez más en el runo-canto estonio y melodías tradicionales.
El 2001 fue un año difícil para la banda, ya que el bajista Andrus dejó la banda, por motivos personales, por lo que entraría un nuevo bajista en la banda, Raivo Piirsalu (KuriRaivo).
El 2002 ha lanzado el sencillo «Hundi Loomine», el cual, también contenía un vídeo (filmado por Liina Paakspuu). Este mismo sencillo, ha recibido numerosas críticas.
El 2004 se iría el batería «Factor» y sería reemplazado por Atso.
Este mismo año, la banda lanzó su nuevo álbum Hiiekoda. Este álbum tiene bastante fama internacional, y es un álbum de heavy metal pero con algunos toques de folk estonio.
En el 2005 la banda hizo un remake del álbum «Terast mis hangunud me hinge» llamado «Terast mis hangunud me hinge 10218». El número significa la edad del mundo según la cronología de Estonia. Es mucho más bajo la influencia de la música folklórica y está hecho de una forma muy profesional en general.
En 2009, la banda firmó un registro en Spinefarm Records.
El 3 de marzo de 2010, la banda lanzó un nuevo álbum, llamado «Äio».

## Discografía

### Discos de estudio
- Terast mis hangund me hinge - 1999 (Demo)
- Hiiekoda - 2004
- Terast Mis Hangund Me Hinge 10218 - 2005
- Sutekskäija - 2006 (EP)
- Iivakivi - 2008
- Äio - 2010
- Ulg - 2011
- Karjajuht - 2014
- Pummelung - 2015 (EP)

### Sencillos
- Hundi Loomine - 2002
- Ussisonad - 2004
- Veelind - 2008
- Kivine Maa - 2011
- Lööme Mesti - 2013
- Vimm - 2016
- Katk Kutsariks - 2019

### Otros
- Lahinguväljal Näeme, Raisk! - 2006 (DVD)
- Raua Needmine - 2006 (DVD)
- Curse Upon Iron - 2007 (live)
- ...Suured Koerad, Väiksed Koerad... - 2008 (colaboración)
- Kõva Kont - 2009 (DVD)
- Tuska - 2012 (live)
- Vana Jutuvestja Laulud - 2016 (recopilatorio)